# 金湖县人民医院
金湖县人民医院，是中华人民共和国江苏省的一所医院，为二级甲等医院，位于金湖县黎城镇健康路41号。

## 规模
金湖县人民医院总床位235张，日门诊量320人次。